# Barreiros (przystanek kolejowy)
Barreiros – przystanek kolejowy kolei wąskotorowej FEVE w Barreiros, w Galicji, w Hiszpanii.
| Barreiros                              |  |                            |
| Linia Ferrol – Oviedo/Gijon (131,9 km) |  |                            |
| Fozodległość: 4,6 km                   |  | Reinante odległość: 4,2 km |